# 浜坂温泉郷

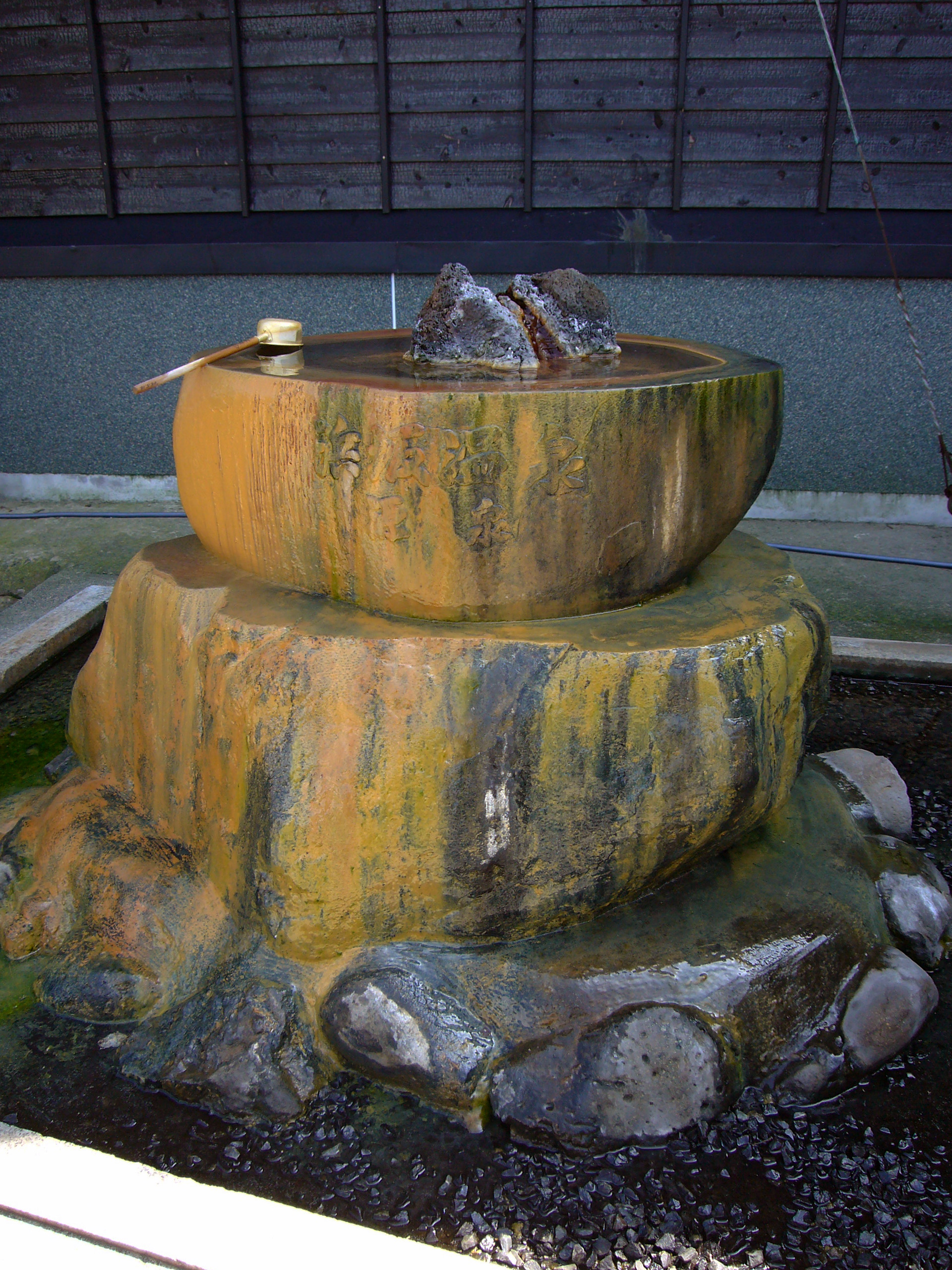
浜坂温泉の源泉（飲泉場）

浜坂温泉郷（はまさかおんせんきょう、はまさかおんせんごう）は、兵庫県美方郡新温泉町（旧国但馬国）にある七釜温泉（しちかまおんせん）・二日市温泉（ふつかいちおんせん）・浜坂温泉（はまさかおんせん）の3つの温泉の総称。

## 略歴
- 1971年 - 国の省エネルギーモデル事業の第1号に指定
- 1991年4月16日 - 環境庁告示第22号により、国民保養温泉地に指定

## 郷内の温泉
いずれの温泉も、山陰本線浜坂駅が最寄り駅である。また、源泉の集中管理が行われている。湧出量が豊富で、温泉宿に限らず一般家庭へも配湯されている。配湯戸数は全国一を誇る。
また、蛍烏賊水揚げ日本一の漁港である浜坂漁港も近いことから海産物が名物で、各温泉の旅館では、蛍烏賊（ホタルイカ）や松葉蟹（ズワイガニの地元名）などの料理を楽しむことができる。
- 七釜温泉[1]
  - 泉質 - 硫酸塩泉
  - 源泉温度 - 49℃

- 二日市温泉[2]
  - 泉質 - 硫酸塩泉
  - 源泉温度 - 44℃

- 浜坂温泉[3]
  - 泉質 - 塩化物泉
  - 源泉温度 - 76℃

## 施設
- 外湯 - 松の湯、ユートピア浜坂、七釜温泉ゆーらく館
- 博物館 - 浜坂先人記念館 以命亭、ひょうたん民芸館、加藤文太郎記念図書館
- 社寺 - 玉田禅寺、山宮神社

## 祭事
- 灯火の風景（七釜温泉）

## 周辺情報
- 浜坂県民サンビーチ（日本の白砂青松100選）
- 但馬御火浦 - 但馬海岸遊覧船（出航地の浜坂港まで徒歩10分）
- 湯村温泉 - バスで約25分